# Tianmenshan

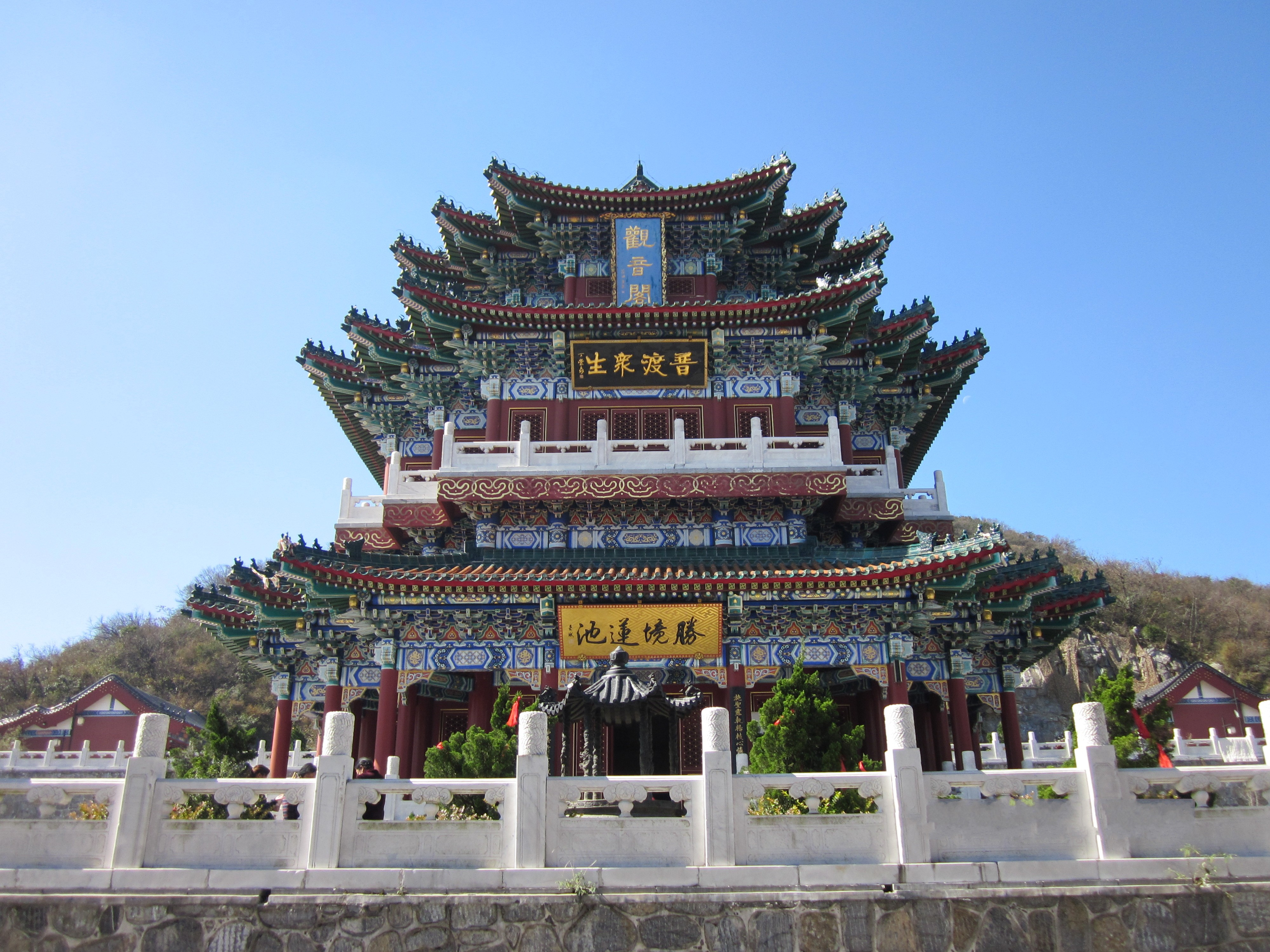
Guanyin Halle im Tianmenshan-Tempel

Der Tianmenshan (chinesisch 天門山, Pinyin Tiānmén Shān – „Himmelstor-Berg“) ist ein 1518,6 m hoher Berg im Tianmenshan-Nationalpark, Zhangjiajie, im nordwestlichen Teil der Provinz Hunan, Volksrepublik China.

## Sehenswürdigkeiten

### Straße
Eine 11 km lange Gebirgsstraße mit 99 Serpentinen führt auf die Spitze des Berges.

### Bergdurchbruch
Auf dem Berg befindet sich die Tianmenhöhle, ein „Himmelstor“ genanntes natürliches Loch im Berg mit einer Höhe von 131,5 Meter.

### Tempel
Auf dem Gipfel befindet sich ein großer Tempel, erreichbar per Seilbahn oder durch einen Fußweg. Der ursprüngliche Tempel hier wurde in der Tang-Dynastie gebaut. Heute befindet sich auf dem Gelände ein neuerer Bau mit Tang-Dynastie-Architektur, der ein vegetarisches Restaurant beherbergt.

### Skywalk
Im August 2016 wurde ein gläserner Skywalk über der Tongtian Avenue, genannt Coiling Dragon Cliff, für die Öffentlichkeit geöffnet.

### Seilbahn
Eine Seilbahn wurde 2005 von der französischen Firma Pomagalski vom nahegelegenen Bahnhof Zhangjiajie auf die Spitze des Berges gebaut. Die Tianmen-Bergbahn wird in touristischen Publikationen als „längste Personenbahn der Welt“ bezeichnet, mit 98 Gondeln und einer Gesamtlänge von 7455 m und 1279 Hm. Die höchste Steigung beträgt 37 Grad. Touristen können auf kilometerlangen Wegen entlang der Felswand auf dem Gipfel des Berges wandern, darunter auch Abschnitte mit Glasböden.

## Veranstaltungen
GoPro publiziert am 15. August 2013, dass Jeb Corliss als erster per Wingsuit durch "Tianmen Cave", "Heaven's Gate in Tianmen Mountain", das Himmelstor, ein natürlich entstandenes Fenster im Berg flog. Ein Wingsuit-Flieger fliegt typisch 50 Knoten, also 80 km/h. Das Fenster liegt in 2,5 km Horizontalentfernung und etwa 500 m tiefer als die errichtete Absprungplattform.
Die World Wingsuit League veranstaltete die erste und zweite Wingsuit-Weltmeisterschaft in Tianmen. Am 8. Oktober 2013 stürzte Viktor Kováts bei einem Trainingssprung für die zweite Weltmeisterschaft in den Tod, als er seinen Fallschirm nicht öffnen konnte.
Im Februar 2018 fuhr Ho-Pin Tung mit einem Range Rover Sport die 999 Stufen der 45 Grad steilen Treppe zum Himmelstor hinauf.
Am 2. September 2019 befuhr Romain Dumas mit dem Elektrorennwagen VW ID.R die 10,9 km lange Bergstraße bis zum Himmelstor.